# Casparsson
Casparsson är ett svenskt efternamn. Det är ett patronymikon med betydelsen Caspars son. I januari 2024 var 36 personer med efternamnet Casparsson folkbokförda i Sverige.

## Personer med efternamnet Casparsson
- Anna Casparsson (1861–1961), textilkonstnär och pianist
- Edvard Casparsson (1827–1899), godsägare och riksdagsledamot
- Elsa Schmidt, född Casparsson (1891–1979), konstnär och sjukgymnast
- Ernst Casparsson (1886–1973), tävlingsryttare och militär
- Marja Casparsson (1901–1993), målare
- Peter Casparsson (född 1975), ishockeyspelare
- Ragnar Casparsson (1893–1978), journalist, författare och landshövding